# Fueled By Fire
Fueled By Fire, opgericht in 2002, is een Amerikaanse thrashmetalband uit Los Angeles, Californië. Fueled by Fire maakt deel uit van de New Wave of Old School Thrash Metal. In augustus 2007 verscheen hun debuutalbum 'Spread the Fire'.

## Huidige bandleden
- Rick Rangel: zang, gitaar
- Chris Monroy: gitaar
- Anthony Vasquez: basgitaar
- Carlos Gutierrez: drums

## Voormalige bandleden
- Jovanny "Gio" Herrara (aka M.D.): zang, gitaar
- Adrian Gallego: basgitaar
- Sal Zepeda: gitaar
- Ray Fiero: zang

## Discografie
- Life, Death And Fueled By Fire (Démo) - 2005
- Spread The Fire!!!!! (Démo) - 2006
- Spread the Fire - 2007
- Pluging Into Darkness - 2010
- Trapped in Perdition - 2013